# Schlierbach (Heidelberg)

Mapa da localização de Schlierbach em Heidelberg

Schlierbach é um distrito de Heidelberg. É depois de Bahnstadt, com aproximadamente 3.230 moradores, o segundo distrito menos populoso de Heidelberg.

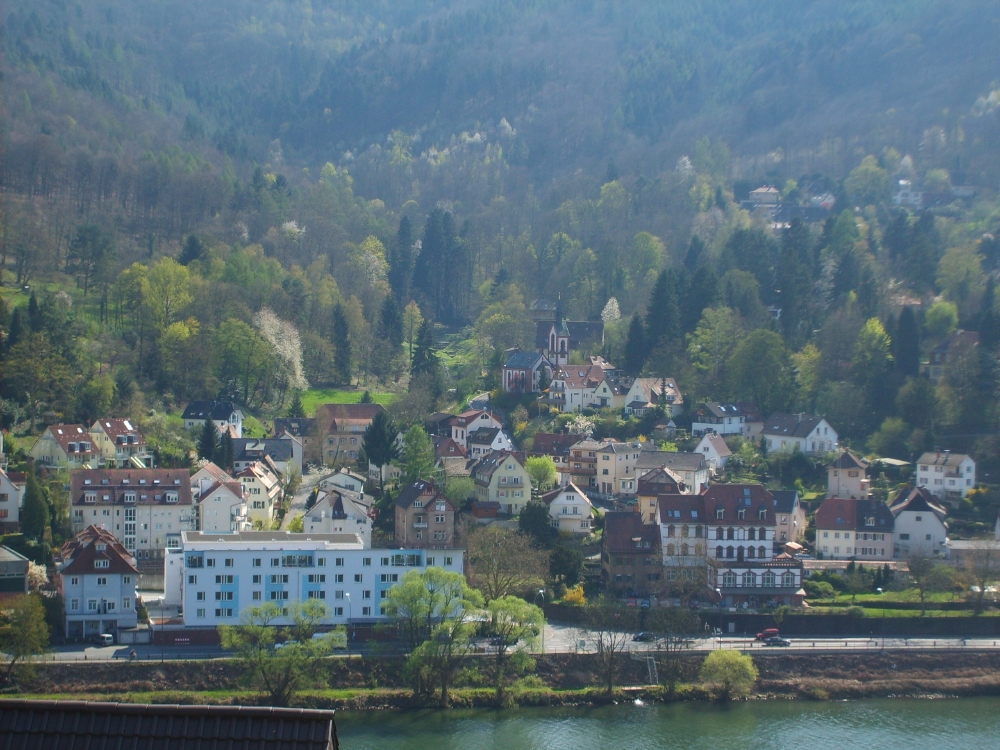
Schlierbach

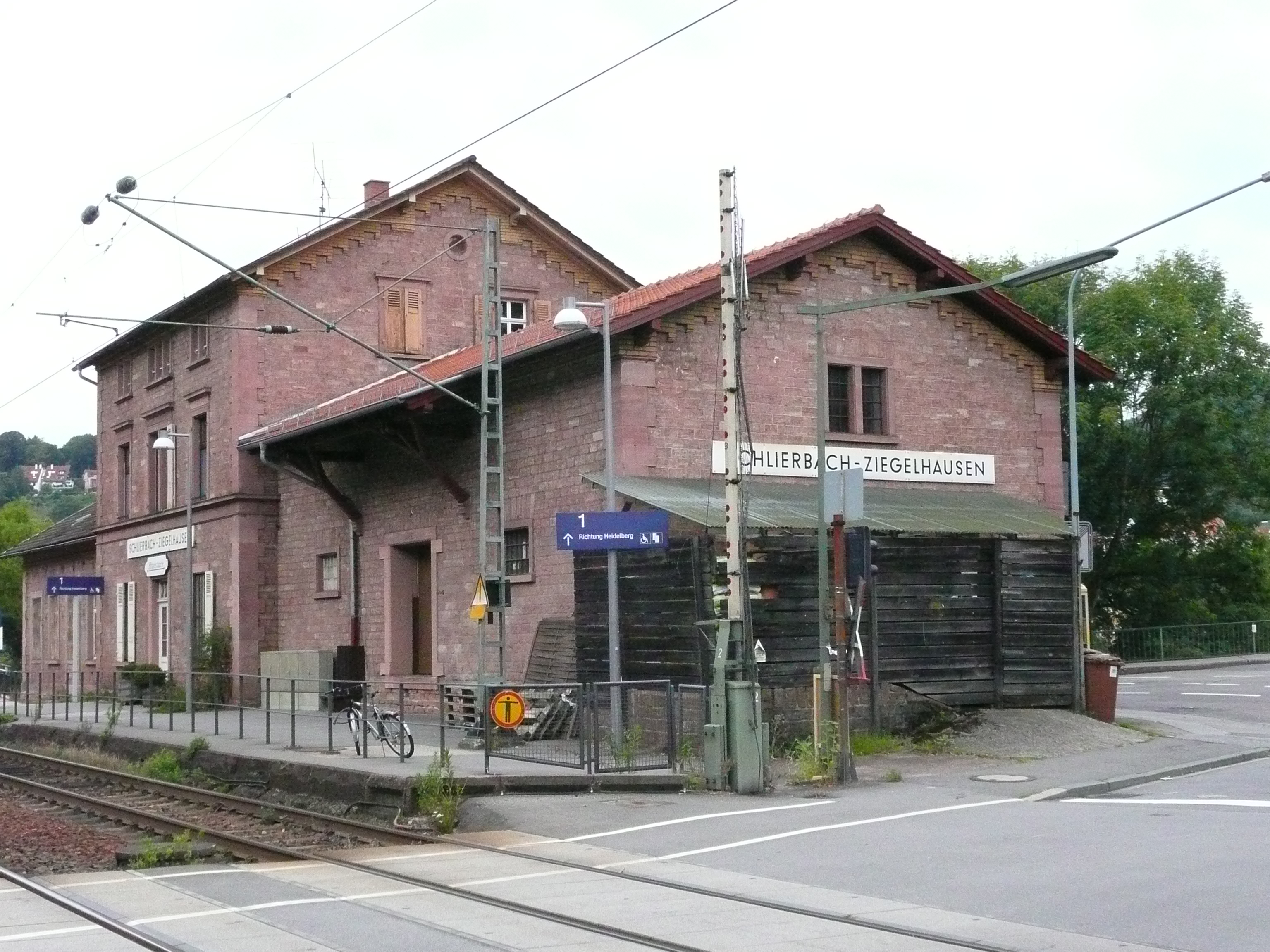
Estação ferroviária